# Sexy shop (singolo)
Sexy shop è un singolo dei rapper italiani Fedez ed Emis Killa, pubblicato il 31 maggio 2024.

## Descrizione
Il brano vede Fedez ed Emis Killa tornare a collaborare dopo oltre cinque anni dall'ultima volta, con la canzone Kim & Kanye, contenuta in Paranoia Airlines. I due rapper avevano già realizzato insieme altri brani come Pum Pum Pum (incluso in Keta Music), Non so e D Love.

## Video musicale
Il video, diretto da Byron Rosero, è stato reso disponibile il 20 giugno 2024 attraverso il canale YouTube di Fedez.

## Tracce
Testi di Alessandro La Cava, Emiliano Rudolf Giambelli, Federica Abbate, Federico Leonardo Lucia, Nicola Lazzarin.
1. Sexy shop – 3:08

## Formazione
Musicisti
- Fedez – voce
- Emis Killa – voce

Produzione
- Anyma, Cripo – produzione

## Classifiche

### Classifiche settimanali
| Classifica (2024) | Posizione massima |
| ----------------- | ----------------- |
| Italia            | 3                 |

### Classifiche di fine anno
| Classifica (2024) | Posizione |
| ----------------- | --------- |
| Italia            | 25        |